# HEK – Hanseatische Krankenkasse
Die HEK – Hanseatische Krankenkasse ist eine deutsche Krankenkasse mit Sitz in Hamburg. Sie ist eine bundesweit tätige Ersatzkasse und gehört dem Verband der Ersatzkassen (vdek) an.

## Geschichte

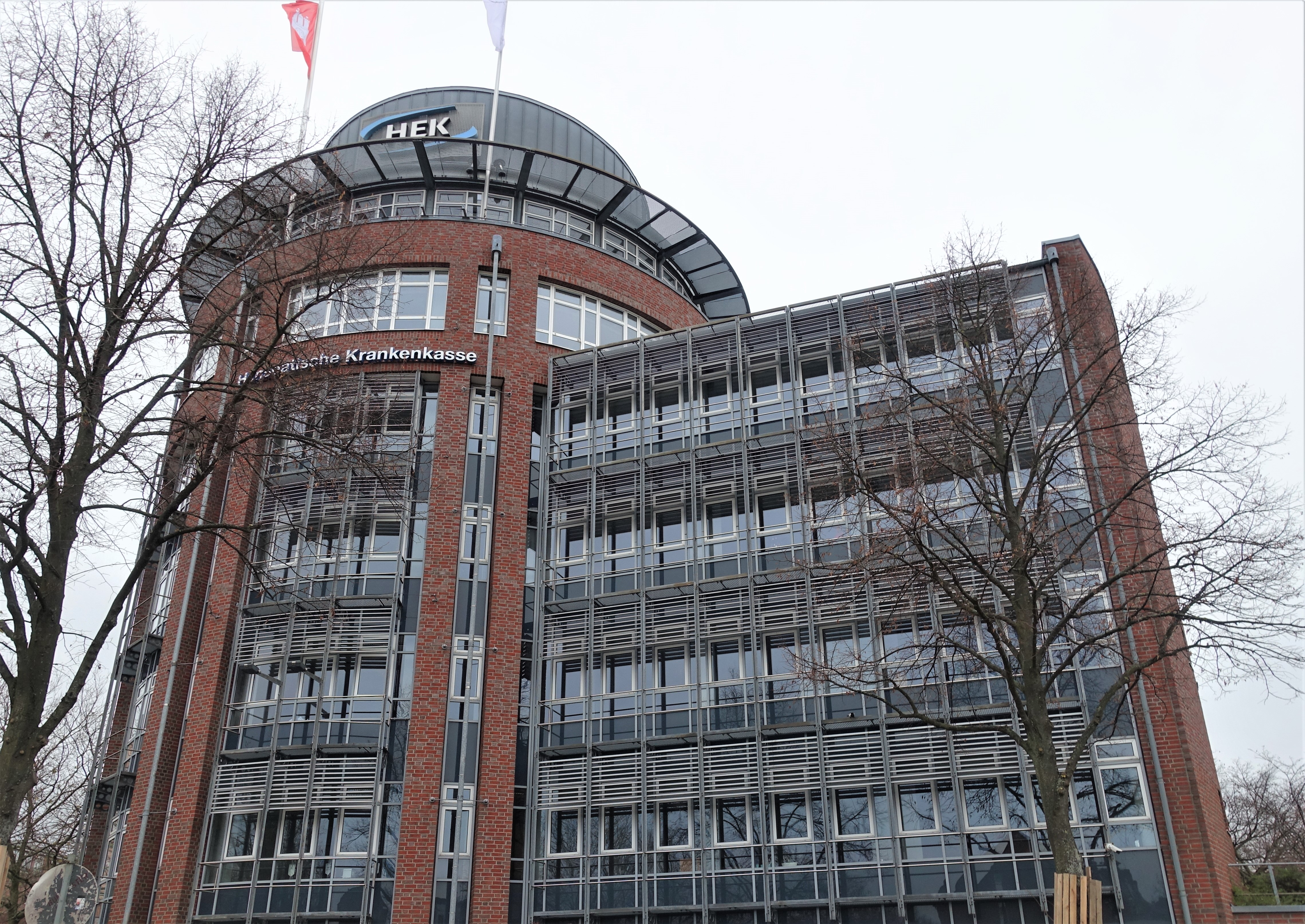
HEK-Hauptverwaltung Hamburg-Wandsbek

Die heutige Hanseatische Krankenkasse geht zurück auf den 1826 gegründeten Selbsthilfeverein Kranken-Verein der Commis des Löblichen Kramer-Amts. Mit Commis wurden seinerzeit die Handlungsgehilfen in den Kontorhäusern bezeichnet. Bereits 1827 wurde der Verein umbenannt in Kranken-Casse der Commis des Löblichen Kramer-Amts. Somit ist die Hanseatische Krankenkasse eine der ältesten Krankenkassen Deutschlands, die allgemeine Einführung der deutschen Sozialversicherung erfolgte erst 1881; über 50 Jahre später. 1901 hatte die Krankenkasse bereits 2447 Mitglieder. Von 1927 an nannte sie sich Hanseatische Ersatzkasse von 1826 zu Hamburg, 1996 erhielt sie den heutigen Namen HEK – Hanseatische Krankenkasse.

## Verwaltung und Finanzen
Für die Geschäftsführung ist ein Alleinvorstand zuständig. Für Aufsicht und Kontrolle ist der Verwaltungsrat als oberstes Organ zuständig, dem 15 Mitglieder angehören.